# Embalse de La Sotonera
El embalse de La Sotonera es un embalse en el río Sotón creado por el represamiento del río para servir como fuente del Canal de los Monegros.
El embalse tiene lugar en la desembocadura del río Astón en el Sotón, que genera tres áreas de acumulación. Además del agua de estos ríos, recibe agua de una derivación del río Gállego desde la presa de Ardisa. Es uno de los dos puntos de alimentación del sistema de regadío del Canal de Monegros, siendo el otro el pantano de Mediano en el río Cinca. Además de este uso para regadío funciona como pequeña central hidroeléctrica de 5 MVA gracias a una turbina Kaplan.
El proyecto fue iniciado en 1915, siendo la tipología estructural de materiales sueltos una alternativa barata en materiales, con elevada mano de obra. Tanto materiales como obra de obra fueron mayormente locales. Sin embargo las obras fueron lentas y paralizadas a menudo por los avatares políticos de España en el siglo XX, no comenzando a dar servicio hasta 1961. En 1963 se culminaron las obras estructurales y en 1968 se culminó su llenado.
El embalse se ha convertido en un hábitat para pájaros acuáticos, tortugas y bivalvos y ha devenido en una zona de interés listada como un hábitat importante por el Sociedad Española de Ornitología  desde 1987 así como por el gobierno de Aragón.
El lago Sotonera, un lago de hidrocarburos en Titán, la luna de Saturno, recibió su nombre en honor de la presa en 2007.